# سمندر آتشین
سمندر آتشین یا سمندر آذرین (نام علمی: Salamandra salamandra) گونه‌ای سمندر است که بیشتر زیرگونه‌هایش در اروپا پراکنده هستند. سمندرهای آذرین سیاه هستند و با توجه به انواع گوناگون، خال‌ها یا نوارهای طلایی و زردگون دارند. برخی از آنها یکدست مشکی هستند و رنگ طلایی پاره‌ای دیگر بر میزان سیاهی می‌چربد. با توجه به نوع زیرگونه، خال‌ها یا نوارهایی با رنگ‌های سرخ و نارنجی در کنار رنگ زرد یا به تنهایی نیز دیده شده‌است. سمندر آذرین عمری طولانی دارند. نمونه‌ای از این خزنده در موزه کوینگ آلمان وجود دارد که ۵۰ سال زیسته‌است.
در تیر ۱۴۰۲ برای اولین بار ۵ فرد از گونۀ سمندر آتشین در منطقۀ حفاظت‌شدۀ بوزین و مره‌خیل در شهرستان پاوه در استان کرمانشاه مشاهده شد. سمندر آتشین از گونه‌های تحت خطر در استان کرمانشاه به شمار می‌رود که تحت حفاظت نیز قرار ندارد.

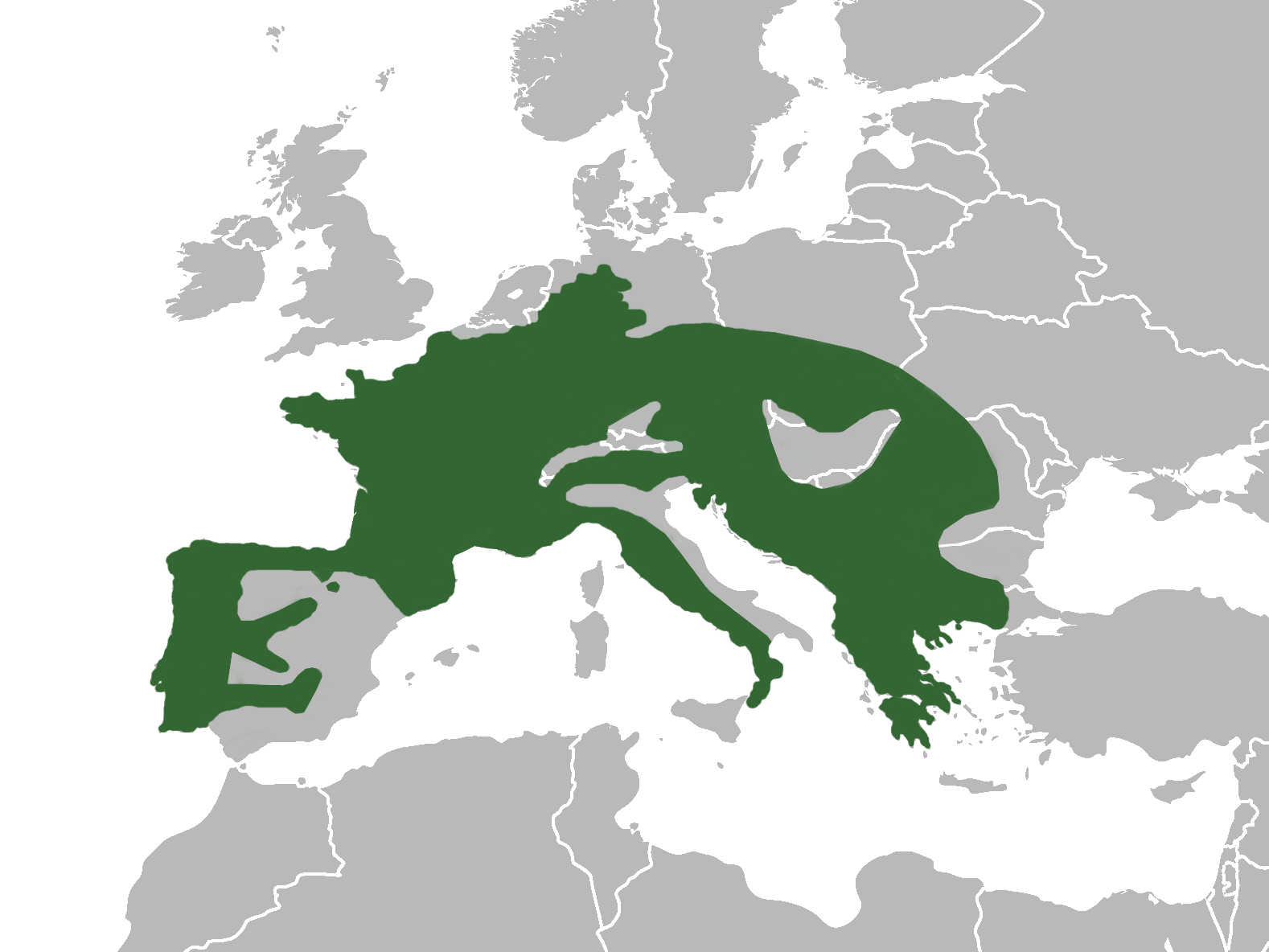
پراکندگی زیستگاه در اروپا

## زیرگونه‌ها
- S. s. alfredschmidti

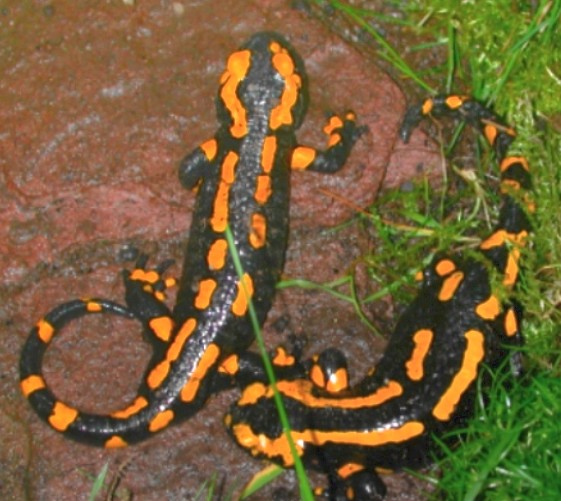
سمند آتشین در رنگ نارنجی

- S. s. almanzoris — Spotted Fire Salamander
- S. s. bejarae
- S. s. bernardezi
- S. s. beschkovi
- S. s. crespoi
- S. s. fastuosa (or bonalli) — Yellow Striped Fire Salamander
- S. s. gallaica — Portuguese Fire Salamander
- S. s. gigliolii
- S. s. morenica
- S. s. salamandra — Spotted Fire Salamander, Nominate subspecies
- S. s. terrestris — Barred Fire Salamander
- S. s. werneri

برخی از زیرگونه‌های پیشین به‌تازگی، به دلیل ویژگی‌های ژنتیکی در گونه‌های مستقل طبقه‌بندی شده‌اند:
- North African Fire Salamander:S. algira Bedriaga, 1883 — African Fire Salamander
- Corsican Fire Salamander|S. corsica Savi, 1838 — Corsican Fire Salamander
- Arouss Al Ayn|S. infraimmaculata Martens, 1885 — Arouss Al Ayn Near-Eastern Fire Salamander
- S. longirostris Joger & Steinfartz, 1994 – South Iberian Fire Salamander

## نگارخانه

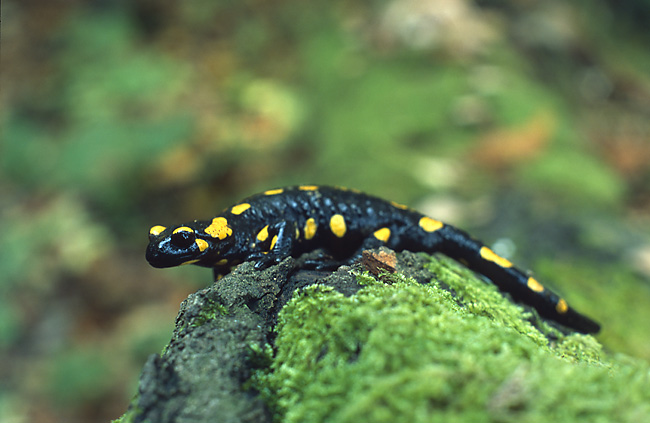
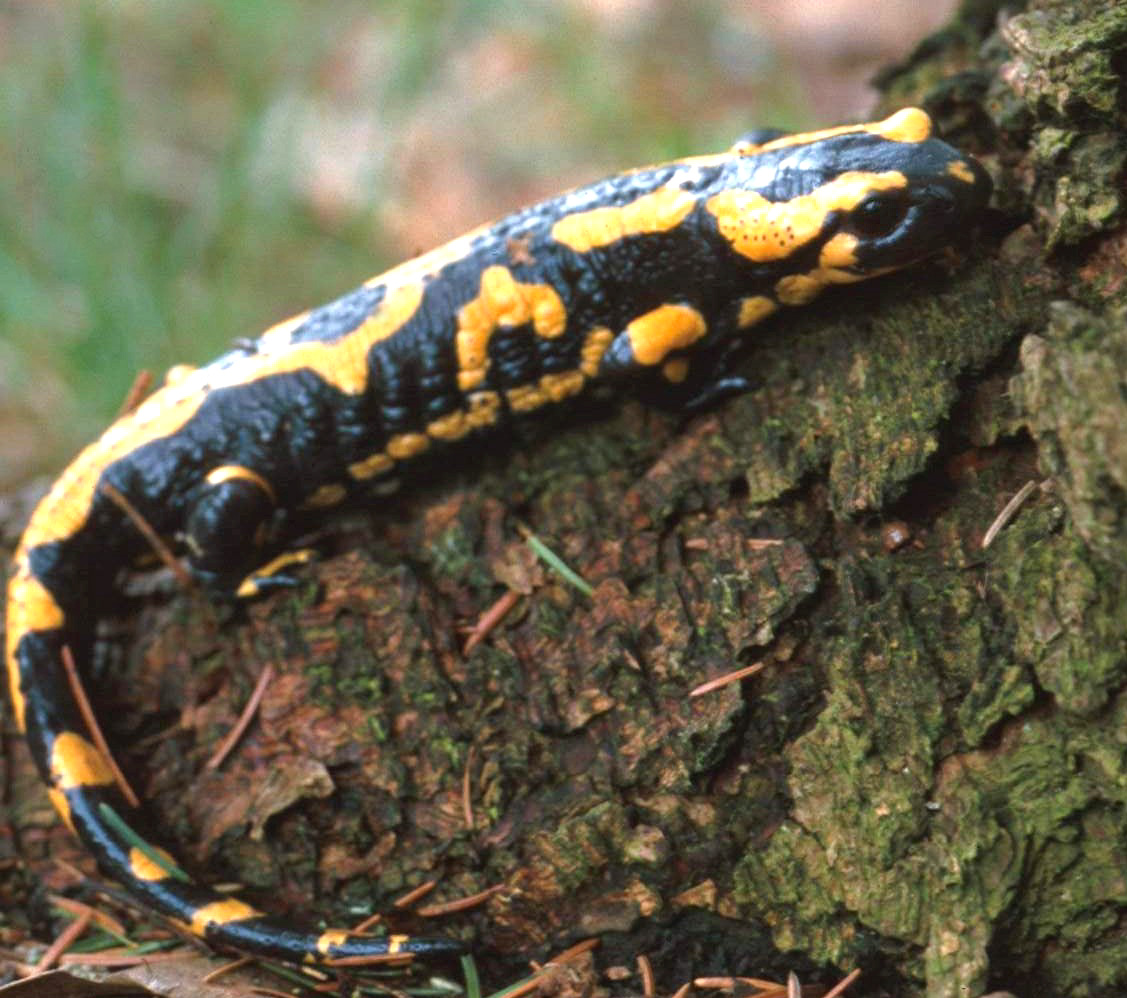
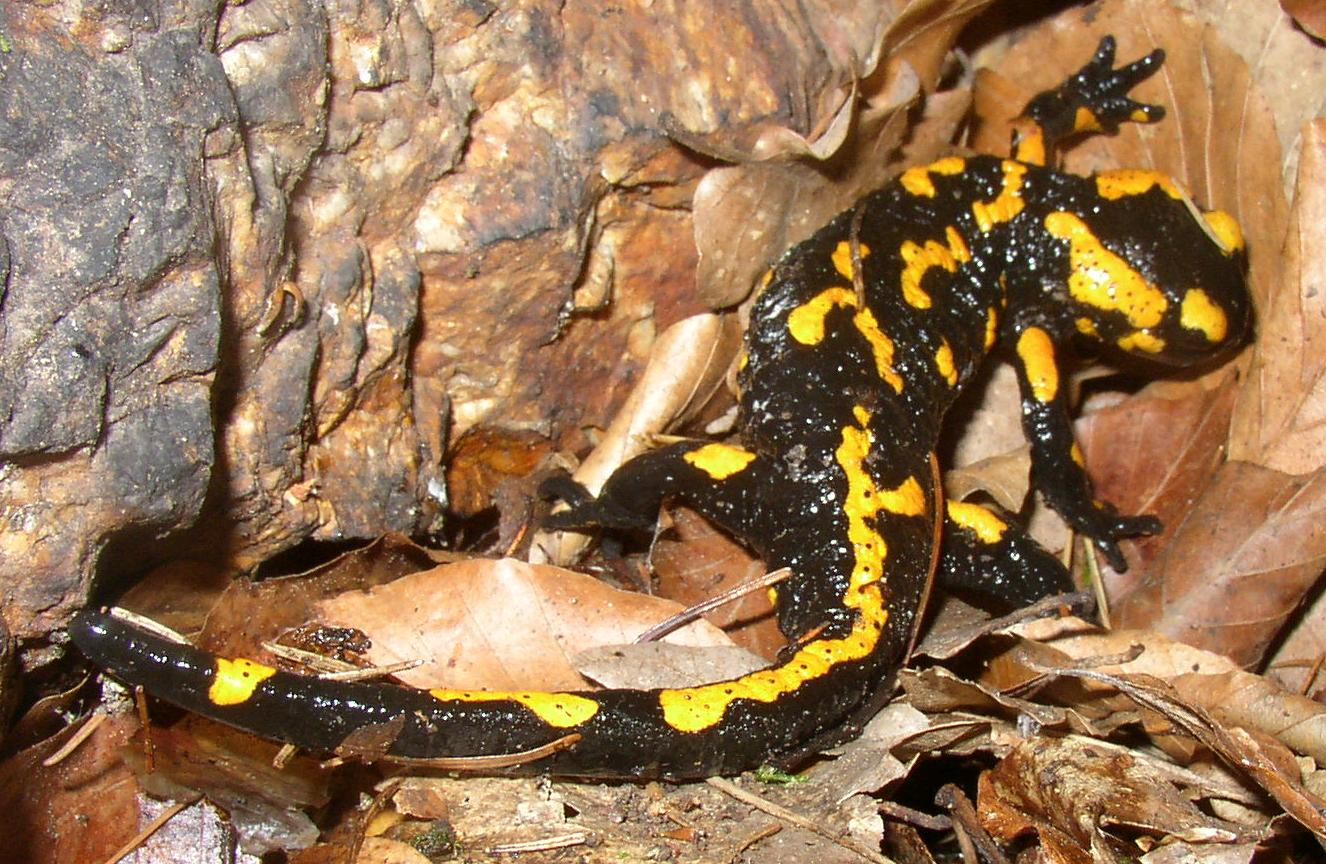
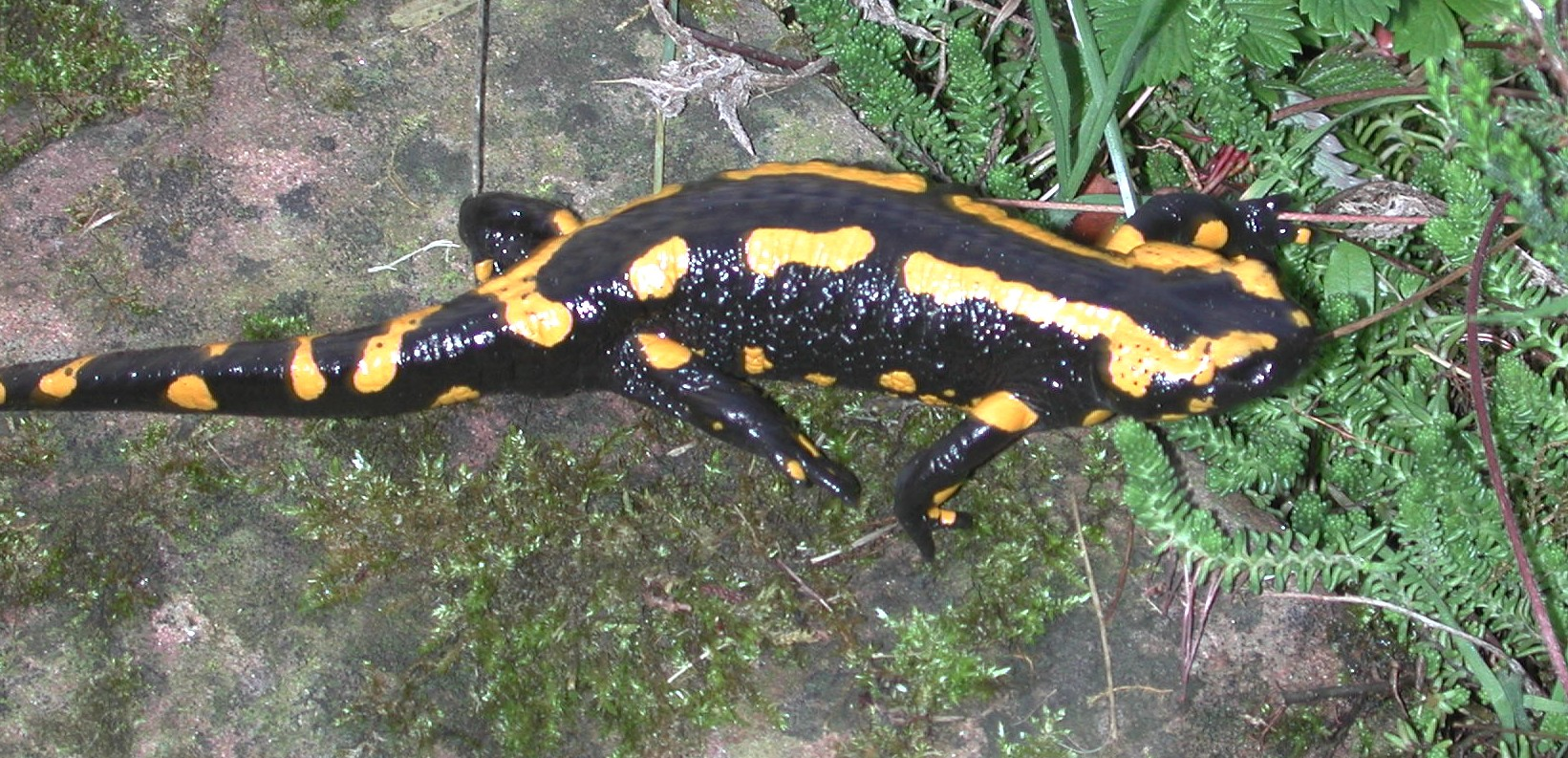
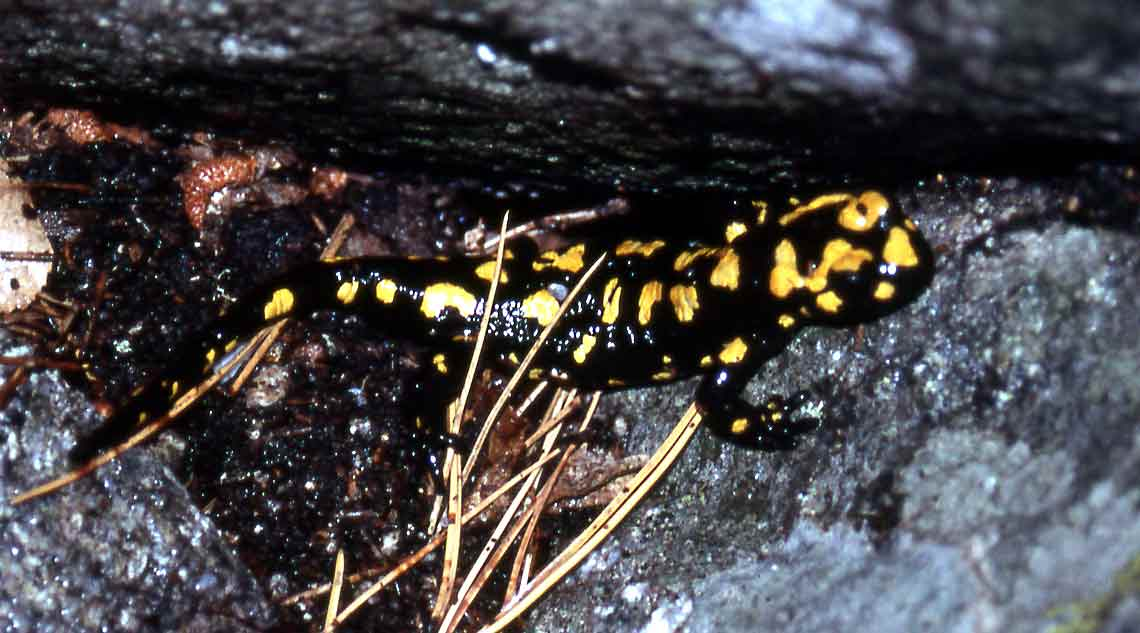
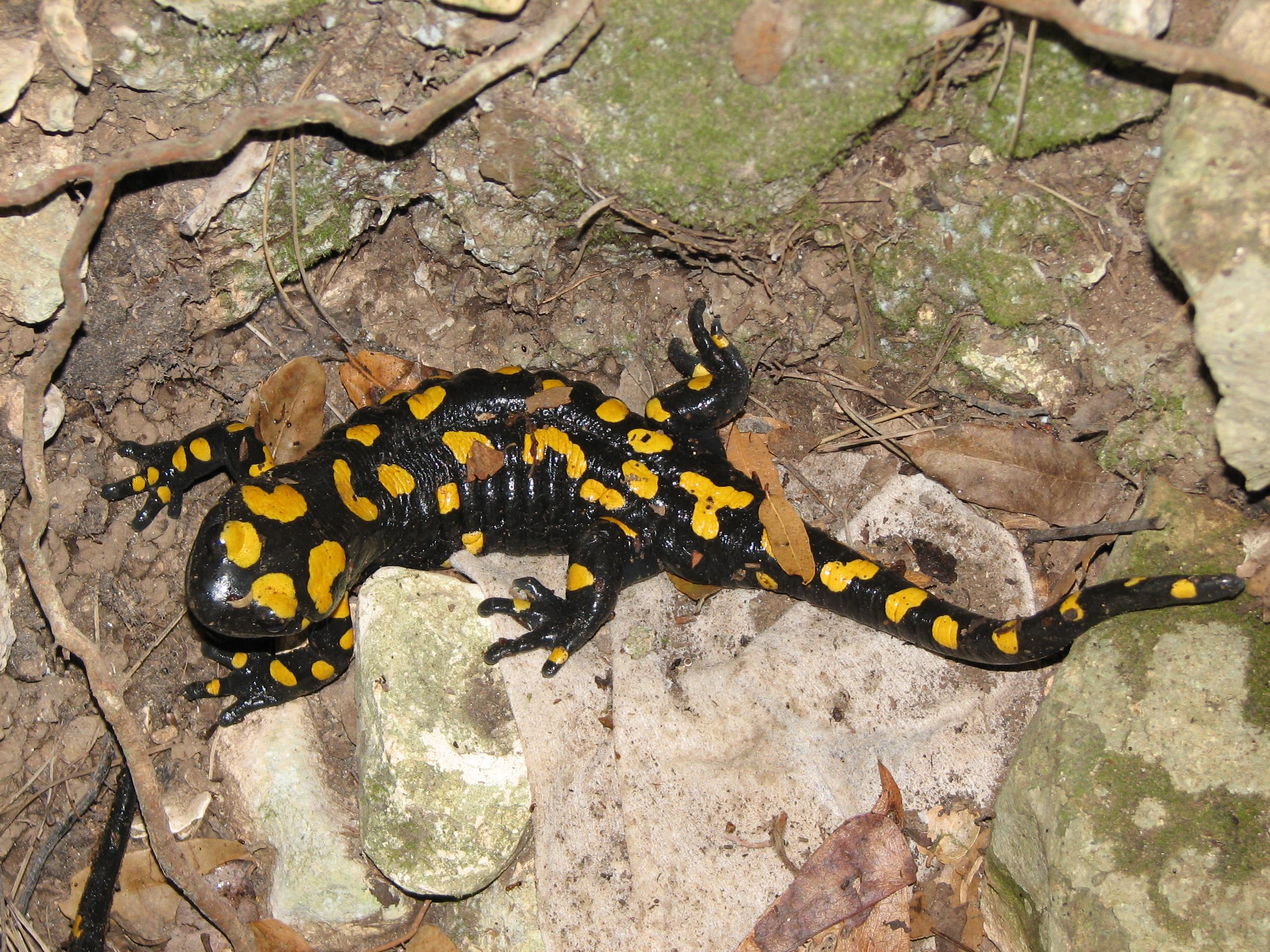
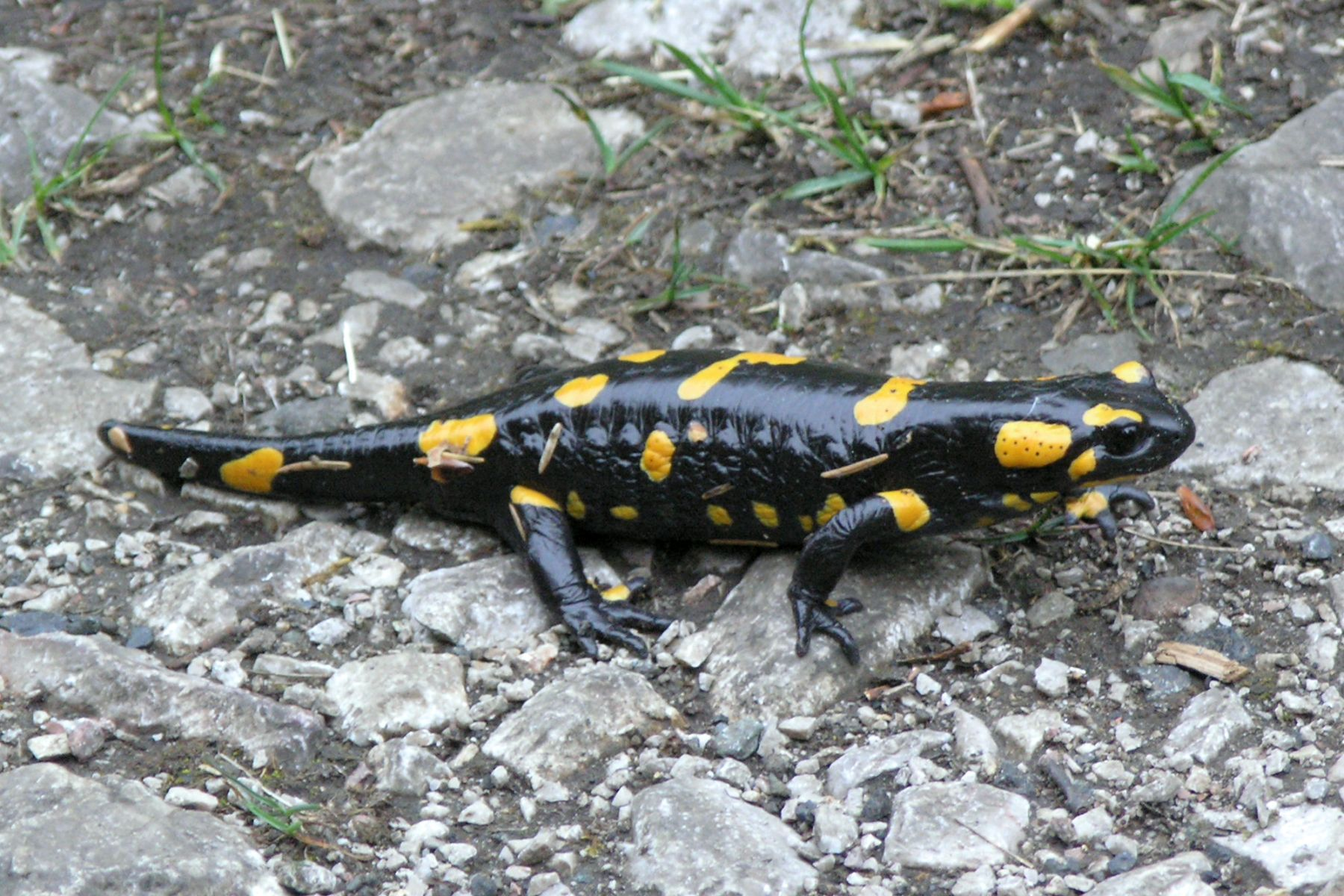
در بوسنی و هرزگوین
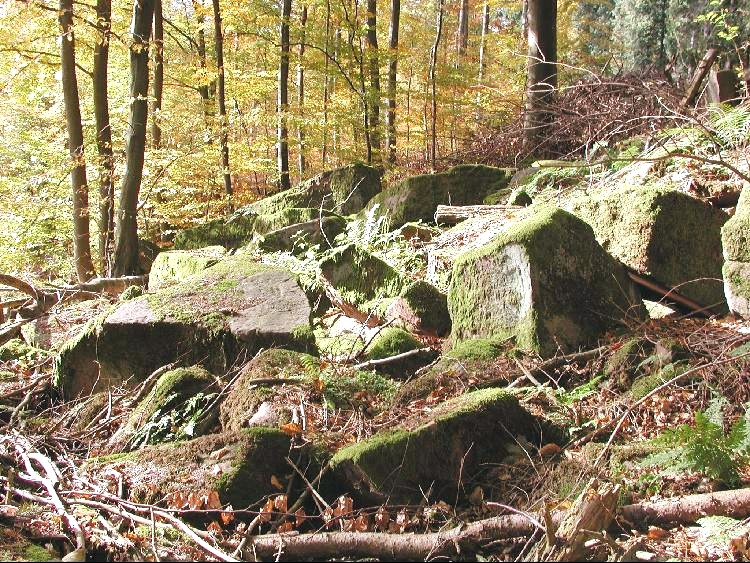
مثالی از زیستگاه سمندر آتشین